# ホレシュ
ホレシュ(Khoresh、ペルシア語: خورش)は、 イラン料理における煮込み料理の総称である。この言葉は、「食べる」という意味の動詞xordan(ペルシア語: خوردن)の名詞形である。
イラン料理の様々なシチューを一般的に指し、ポロを添えて提供される。イラン料理では、多くの独特な食材を用いた様々なホレシュがあり、野菜を使ったホレシュが最も一般的である。かなり大量のサフランを用い、特徴的で香り高い風味となる。最も人気のあるホレシュは、トマトと豆を煮込んだゲイメ、香草と牛肉の煮込みであるゴルメサブズィ、肉や豆をトマト味で煮込み揚げなすなどを添えたフェセンジャーン等である。『NHK趣味どきっ！ぐっと身近に！アジアご飯』では、羊肉とドライフルーツの煮込みのホレシュとサフランを使ったポロが紹介されている。